# Neobisium doderoi
Espèce
Synonymes
- Obisium doderoi Simon, 1896
- Obisium barrosi Navás, 1923
- Obisium erythrodactylum mediterraneum Beier, 1929
- Neobisium meridieserbicum Hadži, 1937

Neobisium doderoi est une espèce de pseudoscorpions de la famille des Neobisiidae.

## Distribution
Cette espèce se rencontre au Portugal, en Espagne, en France, en Suisse, en Autriche, en Italie, en Slovénie, en Croatie, en Bosnie-Herzégovine, en Serbie, en Albanie, en Macédoine du Nord, en Grèce, en Géorgie et en Algérie.

## Description
L'holotype mesure 3 mm.

## Systématique et taxinomie
Cette espèce a été décrite sous le protonyme Obisium doderoi par Simon en 1896. Elle est placée dans le genre Neobisium par Beier en 1932 qui dans le même temps place Obisium barrosi en synonymie. Obisium erythrodactylum mediterraneum et Neobisium meridieserbicum sont placées en synonymie par Beier en 1963.

## Étymologie
Cette espèce est nommée en l'honneur d'Agostino Dodero.

## Publication originale
- Simon, 1896 : Note sur quelques Chernetes de Ligurie. Annali del Museo Civico di Storia Naturale di Genova, sér. 2, vol. 16, p. 372-376 (texte intégral).